# Comuna de Dobroszyce
Dobroszyce (polaco: Gmina Dobroszyce) é uma gminy (comuna) na Polónia, na voivodia de Baixa Silésia e no condado de Oleśnicki.
De acordo com os censos de 30.06.2006, a comuna tem 6005 habitantes, com uma densidade 45,5 hab/km².

## Área
Estende-se por uma área de 131,74 km², incluindo:
- área agrícola: 48%
- área florestal: 44%

## Demografia
Dados de 30 de Junho 2004:
|                      | Total   | Total | Mulheres | Mulheres | Homens  | Homens |
| -------------------- | ------- | ----- | -------- | -------- | ------- | ------ |
|                      | pessoas | %     | pessoas  | %        | pessoas | %      |
| População            | 5997    | 100   | 3024     | 50,4     | 2973    | 49,6   |
| Densidade (pop./km²) | 45,5    | 100   | 23       | 23       | 22,6    | 22,6   |

De acordo com dados de 2002, o rendimento médio per capita ascendia a 1460,13 zł.
Jest ich 14:
Bartków
Białe Błoto
Dobra
Dobrzeń
Dobroszyce
Łuczyna
Malerzów
Mękarzowice
Miodary
Nowica
Nowosiedlice
Sadków
Siekierowice
Strzelce

## Comunas vizinhas
- Długołęka, Krośnice, Oleśnica, Twardogóra, Zawonia